# Phoma maculiformans
Phoma maculiformans är en lavart som beskrevs av Per Gerhard Ihlen. Phoma maculiformans ingår i släktet Phoma, ordningen Pleosporales, klassen Dothideomycetes, divisionen sporsäcksvampar och riket svampar. Arten är reproducerande i Sverige.